# Yann Marti
Yann Marti (* 7. Juni 1988 in Siders) ist ein Schweizer Tennisspieler.

## Karriere
Yann Marti spielt hauptsächlich auf der ATP Challenger Tour und der ITF Future Tour in der Einzelkonkurrenz. Auf der ITF Future Tour erreichte er bislang acht Finals, von denen er zwei gewinnen konnte. Am 6. Oktober 2013 stand er beim griechischen F13-Future-Turnier im Final dem Lokalmatadoren Theodoros Angelinos gegenüber, den er in zwei Sätzen besiegte, und am 2. Februar 2014 gewann er das türkische F1-Future-Turnier gegen Carlos Boluda Purkiss. Sein bisher bestes Ergebnis auf der Challenger Tour war die Halbfinalteilnahme beim Challenger-Turnier in Andria.
Sein Debüt auf der ATP World Tour gab er am 25. Juli 2010 bei den Allianz Suisse Open Gstaad, wo er sich erstmals über die Qualifikationsrunden für das Hauptfeld qualifizieren konnte. In seiner Erstrundenpartie gegen seinen Landsmann Alexander Sadecky ging er letztlich als Verlierer vom Platz, machte jedoch in der Tennisweltrangliste knapp hundert Plätze gut. Ein Jahr später gelang ihm dieser Erfolg erneut in Gstaad, wiederum verlor er jedoch sein erstes Spiel im Hauptfeld, dieses Mal gegen den Österreicher Andreas Haider-Maurer deutlich in zwei Sätzen.